# Ановець
Ановець (словен. Anovec) — поселення в общині Кршко, Споднєпосавський регіон, Словенія. Висота над рівнем моря: 306,9 м.